# Johann von Katzianer

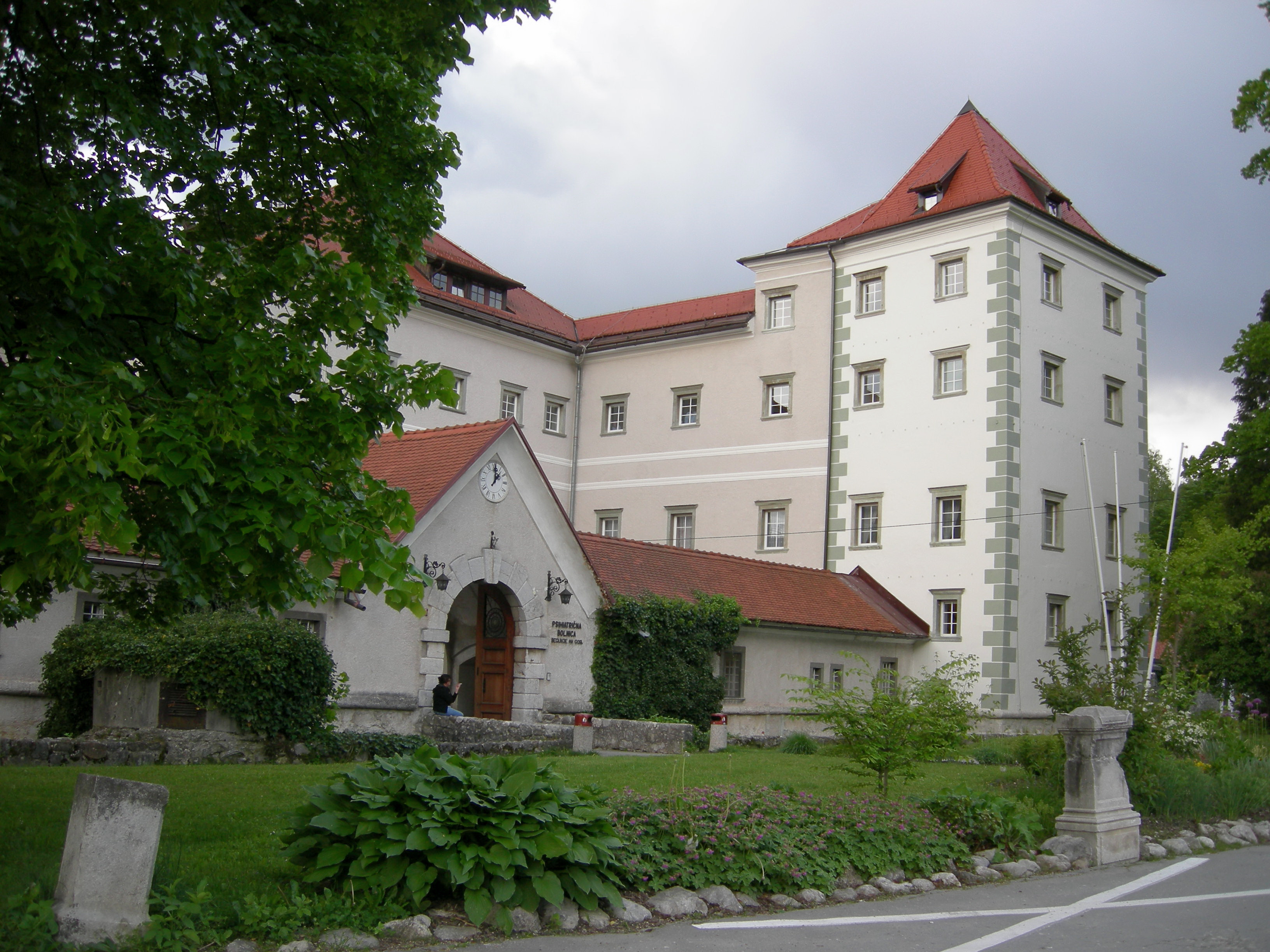
A Katzenstein kastély Szlovéniában.

Johann von Katzianer [johán fon káciáner] vagy Hans von Katzianer [hánsz fon káciáner] (Vigaun, Felső-Krajna, 1491. k. – Kostajnica, 1539. október 27.) szlovén származású, Habsburg hadvezér, krajnai kormányzó, szlovénül és horvátul a neve Ivan Kacijanar, vagy pedig Ivan Karč. Magyarosított alakban Kaczy János-nak is nevezik. Sokan tévesen horvátnak jelölik meg a származását a magyar forrásokban.

## Életrajza
Krajnában született, a mai Begunjében (Szlovénia), közel a karintiai határhoz, a Katzenstein kastélyban, ami családjának névadója volt. További éveit főként Stájerországban töltötte. Katonaként elsősorban a birodalom nyugati határvidékein, jobbára Itáliában szolgált, ahol a német-római császár a franciákkal vívott harcokat az ország feletti hegemónia megszerzéséért.

### Végeken
1522-ben II. Lajos magyar király Bosznia-Horvátország főkapitányává és a törökök ellen a horvát végvárakba rendelt német egységek élére nevezte ki, egyrészt délszláv származása miatt könnyebben szót érthetett a horvátokkal, bosnyákokkal és szerbekkel. Elsősorban a délről betörő boszniai pasák egységei elleni harcokat vezette, amelyek annak idején hazáját is feldúlták. 1524-ben aratott jelentős sikert egy krajnai hadosztállyal, amely szlovénokból állt. Nem ismeretes, még milyen érdemei voltak a magyar-török háborúban, de szolgálataiért Szlavóniában kapott birtokokat és jó kapcsolat fűzte őt több horvát családhoz, így a Zrínyiekhez. Ugyanebben az időben leverte egy stájerországi parasztfelkelést is.

### Mohács után
A mohácsi csatában nem vett részt, neki továbbra is a bosnyák-horvát végvárak igazgatását hagyták meg. A katasztrófa után visszatért Krajnába, ahol már az osztrák hadseregben tevékenykedett és Krajna kormányzójává nevezték ki. Időközben a magyar trónért I. Ferdinánd osztrák főherceg és Szapolyai János választott király között kitört a háború, s az osztrák-német sereg kötelékében a főparancsnok, Brandenburgi Kázmér őrgróf helyetteseként részt vett a Szapolyai elleni 1527. évi támadásban. Parancsnoksága alatt még krajnai katonák is harcoltak a magyarok ellen, ezek java része szlovén nemzetiségű volt. Vezetésével az osztrák sereg elfoglalta Nagyszombat, Nyitra, valamint Galgóc várait és több más erősséget, vagy várost. A hadjárat közben az őrgróf meghalt, így von Katzianer átvette a teljes parancsnokságot. Rögtön az első csatában, Tarcalnál súlyos vereséget mértek Szapolyaira. Katzianer is részt vett a gyalogság vezénylésében. A király a fiaskót követően Erdélybe szorult. Szapolyai nem adta fel, de szinai ütközetben a már von Katzianer parancsnoksága alatt küzdő osztrák sereg szétszórta ismét és a király kiszorult Lengyelországba. A győzelem ellenére von Katzianer ellen népi ellenállás bontakozott ki a Felvidéken, mert a főhercegi katonaság az elmaradt zsold miatt sokat fosztogatott.
Szapolyai I. Szulejmánhoz fordult segítségért, s a bevonuló törökök elől von Katzianer csakhamar kihátrált az országból. Bécs ostromakor védte a császárvárost, ezért országos főparancsnoki tisztséget kapott a főhercegtől, s ismét részt vett egy Magyarország elleni újabb támadásban.
Habár néhány évig szolgált a végvidékeken, de mégsem sikerült úgy kiismernie a török taktikát, hogy le is győzhesse az ellenséget, ezért valahányszor oszmánokkal került szembe, állandóan alulmaradt. Bár Szulejmán 1532-es hadjáratakor sikerrel védte az osztrák tartományokat a török támadásoktól, míg a fősereg Kőszeget ostromolta, s részt vett a rettegett Kászim pasa megsemmisítésével végződött leobersdorfi csatában is és a Stájerországban visszavonuló szultáni sereget is állandóan zaklatta. Magyar hadszíntéren azonban a Szapolyai elleni sikereken kívül egyebet nem tudott felmutatni, bár a kudarcok nem minden esetben kizárólag von Katzianer tehetségtelenségére írhatók, mivel a katonáknak ellátásra volt szükségük, ezt pedig a kincstárnak kellett volna biztosítania, de pénz híján még ez is a császári vezérekre szakadt.
1533-ban Horvátországon át Boszniába vezetett egy kisebb hadjáratot a törökök ellen.

### Kudarc
1537-ben Ferdinánd kinevezte egy nagyobb Habsburg sereg élére, amely osztrák és német csapatok mellett cseh, magyar és horvát katonákból is állt. A feladata az lett volna, hogy döntő csatában szlavóniai területen próbáljon csapást mérni a törökökre. A tapasztalatok és helyismeret hiánya mellett von Katzianer helyzetét rontotta, hogy a seregének ellátása is elégtelen volt. Eszéknél megtorpant lassú előrenyomulása, s miután a törökök üldözőbe vették, pánikszerűen elmenekült, a sereg pedig megsemmisült a diakovári csatában.
A katasztrófa miatt nagy volt a felzúdulás és azzal vádolták, hogy szándékosan hagyta ott a sereget. A hadvezér Bécsbe ment tisztázására, mire Ferdinánd börtönbe vetette. Innen sikerült megszöknie barátai segítségével és bosszút esküdött a főherceg ellen. Horvátországban egy Szapolyai-frakciót akart szervezni, s Ferdinánd vérdíjat tűzött ki a fejére. Zrínyi Miklós várába hívatta, Katzianer megpróbálta rávenni Zrínyit és bátyját, hogy álljanak át a törökök oldalára, erre válaszul Zrínyi megölte őt, állítólag Ferdinánd utasítására (1539).